# Harry Seidel
Harry Seidel (n. 2 aprilie 1938, Berlin, Germania Nazistă – d. august 2020) a fost un ciclist profesionist din Republica Democrată Germană. Prin anul 1962, după construirea zidului berlinez, el a ajutat mai mulți concetățeni est-germani să părăsească RDG. La ultima sa încercare de a trece câțiva refugiați prin tunel, a fost arestat. După patru ani, fiind cumpărat de RFG, a fost eliberat, devenind cetățean vest-german.